# Bashkia e Vorës
Bashkia e Vorës är en kommun i Albanien.   Den ligger i prefekturen Qarku i Tiranës, i den centrala delen av landet, 17 kilometer väster om huvudstaden Tirana.
```
Runt Bashkia e Vorës är det tätbefolkat, med 
476
 invånare per kvadratkilometer.
[
2
]
```